# Doły (Byczów)
Doły – część wsi Byczów w Polsce, położona w województwie świętokrzyskim, w powiecie pińczowskim, w gminie Pińczów}.
W latach 1975–1998 Doły administracyjnie należały do województwa kieleckiego.